# شريكتي مشكلتي (مسلسل)
شريكتي مشكلتي سلسلة كوميدية مغربية أُنتج عام 2007. تحكي قصة شريكين بينهما مشاكل . تدور أحداث السلسلة في أجواء كوميدية . 

## بطولة
- محمد البسطاوي
- عبد الخالق فاهيد
- سناء عكرود
- عبد القادر مطاع

## روابط خارجية
- شريكتي مشكلتي على موقع السينما.كوم